# Хілакку
Хілакку (Хілікка, Хірікка, Хіліккі) — неохеттське царство на території сучасної Туреччини, що утворилася близько 1178 до н. е. внаслідок занепаду держави Хатті. Назвою цього царства перейшло на позначення усього регіону — Кілікія.

## Географія
Розташовувалася в Таврських горах. На півночі межувала з царством Табал, на південному сході — Ку'е.

## Історія
Внаслідок розвалу держави хеттів близько 1178 року до н. е. Хілакку зумів здобути самостійність. Цьому також сприяло вигідне географічне становище. Гірська місцевість з потужними укріпленнями сприяла обороні. Втім незабаром правителі Хілакку були вимушені визнати зверхність царства Табал.
Протягом тривалого часу про Хілакку нічого невідомо. Це пов'язано було з цим, що загалом в регіоні зберігався мир. Внаслідок походів ассирійського царя Тукульті-апал-Ешарри I зникла загроза з боку племен мушків та їх союзників.
У 859 році до н. е. Хілакку доєдналася до коаліції Табалу, Ґурґуму, Самалу, Камману, Патіни, Біт-Адіні, спрямованого проти амбіцій ассирійського царя Шульману-ашареда III. Втім частина союзників була переможена ще до того як вони поєднали свої війська. У вирішальній битві 858 року до н. е. перемогу здобули ассирійці. Піхірім, цар Хілакку, вимушений був визнати зверхність Ассирії та зобов'язався сплачувати данину.
Підлеглий сасус зберігався до 780-х років до н. е., коли Хілакку разом з сусідами доєдналася до антиассирійської коаліції на чолі із Урарту. Втім 738 року до н. е. Хілакку виступило спільно з Табалом, Самалом, Каркемішем і хаматом проти ассирійського царя Тіглатпаласара III, проте зазнало поразки й знову визнало ассирійську зверхність. До 718 року до н. е. цар Шаррукін II знову підкорив повсталий Хілакку. Але ассирійський володар не мав на той час змоги безпосередньо приєднати цю державу до Ассирії, тому хілакку передано до царства Табал, яке було ассирійським васалом. Втім вже 712 року до н. е. Табал було сплюндровано внаслідок антиассирійського повстання, а потім приєднано до царства Шаррукіна II. Разом з тим назва Хілакку поширилася на Табал.
705 року до н. е. після смерті Шаррукіна II мешканці Хілакку приєдналися доантиассирійського повстання, яке було придушено 703 року до н. е. Хілакку знову перетворилося на провінцію.
695 року до н. е. ассирійський цар Сін-аххе-еріба придушив повстання на чолі із Кіруа, що 696 року до н. е. поширилося на Хілакку, Табал і частково Ку'е. 681 року до н. е. Хілакку за підтримки кімерійців знову повстало. Лише 679 року до н. е. ассирійці знову підпорядкували ці землі.
У 645 році до н. е. згадується про царя Хілакку на ім'я Санда-Шарме, але його статус достеменно невідомий. Можливо він був ассирійським намісником. Брав участь спільно з кімерійцями у поході проти Лідійського царства.

## Економіка
Основу становили копальні з видобутку станума, посередницька торгівля через перевали та скотарства (дрібна рогата худоба).